# Рудьев, Андрей Петрович
Андрей Петрович Рудьев (род. 9 марта 1966, ст. Ленинградская, Краснодарский край) — российский художник. Член Союза художников России.

## Биография
Родился 9 марта 1966 года в станице Ленинградская Краснодарского края.
Окончил театрально-декорационное отделение Краснодарского художественного училища. Окончил отделение монументально-декоративной живописи Ленинградского Высшего художественно-промышленного училища. Преподавал на кафедре монументальной живописи Санкт-Петербургской художественно-промышленной академии. Работал художником-декоратором и художником-постановщиком на киностудии «Ленфильм».
Наибольшую известность Андрею Рудьеву принёс в 2005 году проект «Антарктическая миссия» (на фасаде закрытого лесами здания Музея Арктики и Антарктики в Санкт-Петербурге было установлено 40 пенопластовых пингвинов).
Живёт и работает в Санкт-Петербурге.

## Работы находятся в собраниях
- Музей современного искусства Эрарта, Санкт-Петербург.
- Краснодарский краевой художественный музей имени Ф. А. Коваленко, Краснодар.
- Зверевский центр современного искусства, Москва.
- Частные собрания России, Германии, Франции, Голландии, Норвегии, США.

## Персональные и групповые выставки
- 2011 — «Сектор десятого». AL Gallery, Санкт-Петербург[2][3].
- 2010 — «UFO 2». Музей и галереи современного искусства Эрарта, Санкт-Петербург.
- 2010 — «Гибель Богов». Галерея «Ателье 2», Москва.
- 2010 — Арт-Москва, галерея «AL Gallery», Москва.
- 2010 — «Черно-Белое». Modernariat, Санкт-Петербург.
- 2009 — «Забытые маяки». Матисс клуб, Санкт-Петербург.
- 2008 — «Электричество». Галерея «Люда», Санкт-Петербург.
- 2008 — «Север-Юг». Центральный выставочный зал, Краснодар.
- 2008 — «Знаки моего могущества». AL Gallery, Санкт-Петербург.
- 2008 — «Export-Import». Выставка 3х художников из Санкт-Петербурга. Kunstlermuseum, Киль, Германия.
- 2008 — «Call me and I’ll do anything what you want…» (совм. с П. Швецовым). Симпозиум и фестиваль «Nord Art», Бюдельсдорф, Германия.
- 2008 — Арт-Москва, презентация серии «Рубероид». Галерея «Альбом», Москва.
- 2007 — «The present Continuous II». Галерея «Альбом», Санкт-Петербург.
- 2007 — «Uberlebensraum». Галерея VIAarte, Вена, Австрия.
- 2007 — «Entrance-Exit». Галерея «Am Rotten Hof», Вена, Австрия.
- 2007 — «UFO» (видеоинсталляция). Галерея «Риджина», спецпроекты на Винзаводе, 2-я московская биеннале современного искусства, Москва.
- 2007 — «Новая Жесть» (совм. c П. Белым). Симпозиум и фестиваль «One Stop», Тбилиси, Грузия.
- 2007 — «The present Continuous». Симпозиум и фестиваль"Nord Art", Бюдельсдорф, Германия.
- 2006 — «Сбор материала». Галерея «Альбом» в рамках 1-й петербургской биеннале современного искусства, Санкт-Петербург.
- 2006 — Резиденция и воркшоп «Gadani», выставка. Карачи, Пакистан.
- 2006 — «Кино для рыб» (видеоинсталляция для фестиваля «Гидролиз»). Красноярский исторический музей, Красноярск.
- 2006 — Выставка конкурсных проектов «Инновация». Государственный Центр Современного Искусства, Москва.
- 2006 — «Babylon Dream». Симпозиум и выставка, музей Анны Ахматовой, Санкт-Петербург.
- 2005 — «Антарктическая миссия». Музей Арктики и Антарктики, проект в рамках фестиваля «Современное искусство в традиционном музее», Санкт-Петербург.
- 2005 — «Искусственное дыхание». Галерея «Navicula Artis», Санкт-Петербург.

## Звания, награды, полученные гранты
- 2005 — Грант The Pollock-Krasner foundation ink.
- 2005 — Грант института PROARTE и фонда Форда, проект «Антарктическая миссия».
- 2003 — Грант ZGG, выставка «Pro Питер», Hakeshemarkt, Берлин.
- 1995 — Стипендия берлинской академии, проект «Nocturn Final III».
- 1994 — Стипендия президента РФ молодым художникам.

## Семья
- Рудьева, София Андреевна (1990) — дочь, российская модель, победительница конкурса Мисс Россия в 2009 году[1].